# Tour Down Under 2000
La 2.ª edición del Tour Down Under (llamado oficialmente: Santos Tour Down Under) fue una carrera de ciclismo en ruta por etapas que se celebró entre el 18 y el 23 de enero de 2000 en Australia con inicio y final en la ciudad Adelaida sobre un recorrido de 776,2 kilómetros.
La carrera fue ganada por el corredor francés Gilles Maignan, en segundo lugar Stuart O'Grady y en tercer lugar Steffen Wesemann.

## Clasificaciones finales
- Las clasificaciones finalizaron de la siguiente forma:[3]

### Clasificación general
| \| Clasificación general \| Clasificación general \| Clasificación general \| Clasificación general \| Clasificación general \| \| Ciclista \| Ciclista \| Equipo \| Tiempo \| \| \| --------------------- \| --------------------- \| ---------------------------- \| --------------------- \| --------------------- \| \| 1.º \| Gilles Maignan \| AG2R Prévoyance \| 19 h 02 min 02 s \| \| \| 2.º \| Stuart O'Grady \| Crédit Agricole \| + 12 s \| \| \| 3.º \| Steffen Wesemann \| Deutsche Telekom \| + 14 s \| \| \| 4.º \| Ludovic Turpin \| AG2R Prévoyance \| + 18 s \| \| \| 5.º \| Sandy Casar \| La Française des jeux \| + 24 s \| \| \| 6.º \| Dominique Rault \| BigMat-Auber 93 \| + 25 s \| \| \| 7.º \| Alekszandr Vinokurov \| Deutsche Telekom \| + 28 s \| \| \| 8.º \| Matthew Stephens \| Linda McCartney Cycling Team \| + 4 min 11 s \| \| \| 9.º \| René Jørgensen \| Memory Card-Jack & Jones \| + 5 min 46 s \| \| \| 10.º \| Emmanuel Magnien \| La Française des jeux \| + 10 min 58 s \| \| |                      |                              |                  |
| |                      |                              |                  |
| Fuente: ProCyclingStats |                      |                              |                  |
| Clasificación general |                      |                              |                  |
| Ciclista | Ciclista             | Equipo                       | Tiempo           |
| 1.º | Gilles Maignan       | AG2R Prévoyance              | 19 h 02 min 02 s |
| 2.º | Stuart O'Grady       | Crédit Agricole              | + 12 s           |
| 3.º | Steffen Wesemann     | Deutsche Telekom             | + 14 s           |
| 4.º | Ludovic Turpin       | AG2R Prévoyance              | + 18 s           |
| 5.º | Sandy Casar          | La Française des jeux        | + 24 s           |
| 6.º | Dominique Rault      | BigMat-Auber 93              | + 25 s           |
| 7.º | Alekszandr Vinokurov | Deutsche Telekom             | + 28 s           |
| 8.º | Matthew Stephens     | Linda McCartney Cycling Team | + 4 min 11 s     |
| 9.º | René Jørgensen       | Memory Card-Jack & Jones     | + 5 min 46 s     |
| 10.º | Emmanuel Magnien     | La Française des jeux        | + 10 min 58 s    |